# Іванова Олена
Олена Іванова — українська модельєрка, засновниця бренду Ivanova.

## Біографія
Олена Іванова народилася в Івано-Франковську. Закінчила факультет живопису Національної академії образотворчого мистецтва і архітектури у Києві. Працювала декораторкою вітрин корпорації DIO та київського бутіка Chanel. У 2008 році створила власний бренд Ivanova та представила першу колекцію на Ukrainian Fashion Week. У січні 2013 року брала участь у виставці Who's Next Prêt-à-Porter Paris у Парижі. З 2013 року презентує свої колекції на Mercedes-Benz Fashion Week. У березні 2014 року Іванова запустила лінію вуличного одягу Ivnva, обличчям якої стала співачка Alloise.
Захоплюється ралі.